# Sphodroscarta balteata
Sphodroscarta balteata är en insektsart som först beskrevs av William Lucas Distant 1909.  Sphodroscarta balteata ingår i släktet Sphodroscarta och familjen spottstritar. Inga underarter finns listade i Catalogue of Life.